# Chinen Kaori
Dans ce nom japonais, le nom de famille, Chinen, précède le nom personnel.
Chinen Kaori (知念 かおり) est une joueuse de go professionnelle née le 28 juin 1974 à Miyakojima, affiliée à la Nihon Ki-in, 6e dan depuis 2017.

## Biographie
Chinen Kaori est née à Miyakojima dans la préfecture d'Okinawa
Chinen Kaori est professionnelle depuis 1995, sixième dan depuis 2017.
Elle remporta son premier titre d'Hon'inbō féminin en 1997, alors qu'elle attendait la naissance de son premier bébé. Son mari est le joueur de go professionnel neuvième dan Yo Kagen.

## Titres
| Titre            | Victoires                      | Finales perdues  |
| ---------------- | ------------------------------ | ---------------- |
| Hon'inbō féminin | 1997, 1998, 1999, 2004         | 1995, 2000, 2002 |
| Kisei féminin    | 2000, 2001, 2002, 2003 et 2005 | 2004, 2006       |
| Meijin féminin   |                                | 2009             |